# Gui Boratto
Gui Boratto er en Electronica producer fra Brasilien. Født i 1974 i São Paulo.